# Granötjärnen, Norrbotten
Granötjärnen är en sjö i Luleå kommun i Norrbotten och ingår i Altersundet-Luleälvens kustområde.